# أيومي نيكاوا
أيومي نيكاوا (باليابانية: 牲川 歩見) (مواليد 12 مايو 1994)، هو لاعب كرة قدم ياباني سابق كان يلعب كحارس مرمى.

## وصلات خارجية
- أيومي نيكاوا على موقع الاتحاد الدولي (مؤرشف)  (الإنجليزية)
- أيومي نيكاوا على موقع رابطة كرة القدم اليابانية للمحترفين (اليابانية)
- أيومي نيكاوا على موقع إي إس بي إن إف سي (الإنجليزية)
- أيومي نيكاوا على موقع قاعدة بيانات كرة القدم.إي يو (الإنجليزية)
- أيومي نيكاوا على موقع Soccerbase.com (لاعب) (الإنجليزية)
- أيومي نيكاوا على موقع Soccerway.com (الإنجليزية)
- أيومي نيكاوا على موقع عالم كرة القدم.نت (الإنجليزية)
- أيومي نيكاوا على موقع كووورة